# (27683) 1981 ED20
A (27683) 1981 ED20 a Naprendszer kisbolygóövében található aszteroida. Schelte J. Bus fedezte fel 1981. március 2-án.